# 道州 (湖南省)
道州，中国古代的州，中心在今湖南道县。
唐朝贞观八年（634年）以南营州改置道州，治所在营道县（今湖南道县西）。十七年（643年）废入永州。上元二年（675年）复置道州。天宝元年（742年）改为江华郡，乾元元年（758年）复为道州，治所在弘道县（即原营道县）。辖境相当于今湖南省新田县、宁远县、道县、江永县、江华瑶族自治县等地。北宋徙治今道县，属荆湖南路。以出产铁、锡知名。元朝为道州路，明朝洪武元年（1368年）改为道州府，九年（1376年）复为道州，属于永州府。清朝时，为不辖县的散州。1913年废为道县。
| 唐朝道州辖县 | 唐朝道州辖县                                               |
| ------------ | ---------------------------------------------------------- |
| 634年        | 营道县、江华县、唐兴县（废除永阳县）                       |
| 643年        | 废除道州，三县属于永州                                     |
| 675年        | 重设道州，下辖营道县、江华县、唐兴县                       |
| 684年        | 营道县、江华县（改为云溪县）、唐兴县                       |
| 691年        | 营道县、云溪县、唐兴县（增设永阳县）                       |
| 693年        | 营道县、云溪县、唐兴县（改为武盛县）、永阳县               |
| 705年        | 营道县、云溪县（改为江华县）、武盛县（改为唐兴县）、永阳县 |
| 742年        | 营道县、江华县、唐兴县（改为延唐县）、永阳县（改为永明县） |
| 747年        | 营道县（改为弘道县）、江华县、延唐县、永明县               |
| 767年        | 弘道县、江华县、延唐县、永明县（增设大历县）               |

唐朝道州刺史
- 杨仲达（贞观年间）
- 厉文才（贞观年间）
- 萧缮（687年—689年）
- 李行褒（690年）
- 王方平（武周时）
- 知微（证圣前后）
- 高力牧（开元年间）
- 窦瓒（开元年间）
- 温章（开元年间）
- 王师乾（开元年间）
- 徐履道（唐玄宗时）
- 江华郡太守
- 裴藏之（唐肃宗时）
- 窦履信（762年）
- 敬羽（762年）
- 元结（763年—768年）
- 邵（768年，未任）
- 崔涣（768年）
- 裴虬（769年—770年）
- 李圻（大历年间）
- 李恬（大历年间）
- 王某（大历年间）
- 李巘（建中年间）
- 何据（贞元年间）
- 李萼（787年）
- 许子良（797年—798年）
- 阳城（798年—805年）
- 路恕（805年）
- 吕温（808年—810年）
- 薛景晦（814年—818年）
- 裴液（元和年间）
- 陈谏（821年）
- 裴偃（大和年间）
- 李当（872年—873年）
- 杨贻德（乾宁年间）
- 蔡结（898年—899年）